# جيمس تشيشولم
جيمس تشيشولم (بالإنجليزية: James Chisholm)‏ هو مصرفي أسترالي، ولد في 23 يناير 1772، وتوفي في 31 مارس 1837.